# 磯貝美奈子
磯貝 美奈子（いそがい みなこ、1967年3月7日 - ）は、日本の陸上競技選手。群馬県出身。愛称は「ミナコ」「みなっち」。七種競技と走幅跳の日本記録を樹立し、1980年代の日本陸上界を牽引した名選手である。東京の私立大学を中心とした勢力図の中で、地方の国立大学である群馬大学から世界に飛び立った選手であり、多くのファンに愛された。

## 学歴
- 群馬県立富岡東高等学校
- 群馬大学教育学部

## 業績
- 1983年：インターハイで5m95をマークして優勝。群馬県で開催された国民体育大会少年女子共通走幅跳では6m16をマークして優勝。
- 1984年：インターハイで6m22の大会新記録を樹立して優勝。2連覇を飾った。日本選手権では6m17を記録して準優勝。マイルリレーでは3分47秒88の日本高校新記録・大会新記録を樹立して優勝した。
- 1985年：日本選手権女子走幅跳で6m40をマークし優勝。国民体育大会では6m03をマークし、成年女子Bで優勝。
- 1986年：日本選手権女子走幅跳で6m20をマークし優勝。七種競技も5315点で制し2冠。
- 1987年：5471点の七種競技日本新記録樹立（内訳は100mH 15秒00・走高跳1m75・砲丸投9m97・200m 25秒18・走幅跳5m97・やり投38m28・800m 2分18秒66）。走幅跳で15年ぶりの日本新記録（6m58）をマーク。
- 1988年：日本選手権で七種競技日本新記録となる5333点をマークして優勝。内訳は100mH 14秒44・走高跳1m78・砲丸投10m52・200m 25秒80・走幅跳6m30・やり投35m58・800m 2分24秒57。
- 大学卒業後はナイキジャパンに入社し、日本のトップ選手として活躍。